# سوفی کیپول
سوفی کیپول (انگلیسی: Sophie Capewell؛ زادهٔ ۴ سپتامبر ۱۹۹۸) دوچرخه‌سوار پیست زن اهل انگلستان است.
وی در مسابقات کشوری و بین‌المللی در مجموع برندهٔ ۱ مدال طلا، ۳ مدال نقره، ۴ مدال برنز شده است.